# 타데우시 미친스키
타데우시 미친스키(폴란드어: Tadeusz Miciński, 1873년 11월 9일~1918년 2월)는 폴란드의 소설가, 시인, 극작가이다. 폴란드 문학의 신낭만주의 시대를 대표하는 작가 중 한 명이다.
야기에우워 대학교에서 철학을 공부한 후 유럽 각지를 여행하면서 지식인들과 교류했다. 문학 활동과 동시에 기자 활동도 했으며 발칸 전쟁 당시 〈시비아트〉라는 잡지 소속으로 전황을 보도하는 활동을 했다. 제1차 세계 대전 당시에는 러시아 정부의 방침에 따라 러시아에 억류되었으며 제1차 세계 대전 종전 직전에 폴란드의 군대를 조직하는 일을 도우다가 1918년에 의문의 암살자에게 살해당했다.

## 작품
- 〈니에토타：타트라 산맥의 밀서〉(Nietota. Księga tajemna Tatr, 1910)
- 〈파우스트 신부〉(Xiądz Faust, 1913)